# Three World Trade Center
175 Greenwich Street es la dirección en inglés (n.º 175 de la calle Greenwich, en español) de un nuevo rascacielos como parte del nuevo World Trade Center reconstruido en Nueva York. Esta torre de oficinas, nombrada como 3 World Trade Center se sitúa en la zona este de la calle Greenwich, al lado de los nuevos rascacielos que sustituyen a las torres gemelas, que fueron derribadas el 11 de septiembre del 2001. El arquitecto galardonado con el Premio Pritzker, Richard Rogers, fue elegido para su diseño. El arquitecto concibió un rascacielos de 80 plantas y de una altura de 356,6 metros hasta la azotea. En 2015, tras varios años con las obras pausadas, se decidió retirar los cuatro pináculos que coronarían el edificio, por lo que la altura disminuyó hasta los 329 metros. El área total del edificio sería de 160 129 m². El comienzo de las obras se dio en el 2010 y terminó en junio de 2018.

## Edificio original (1981-2001)

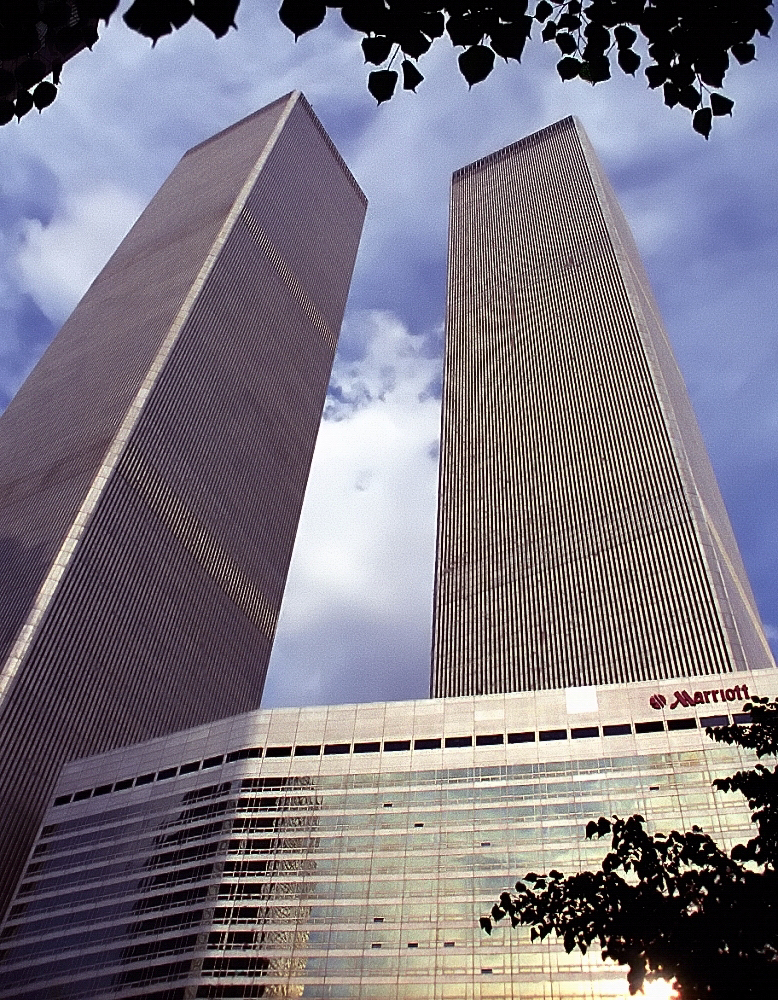
El Hotel Marriot y las torres gemelas, julio de 2001

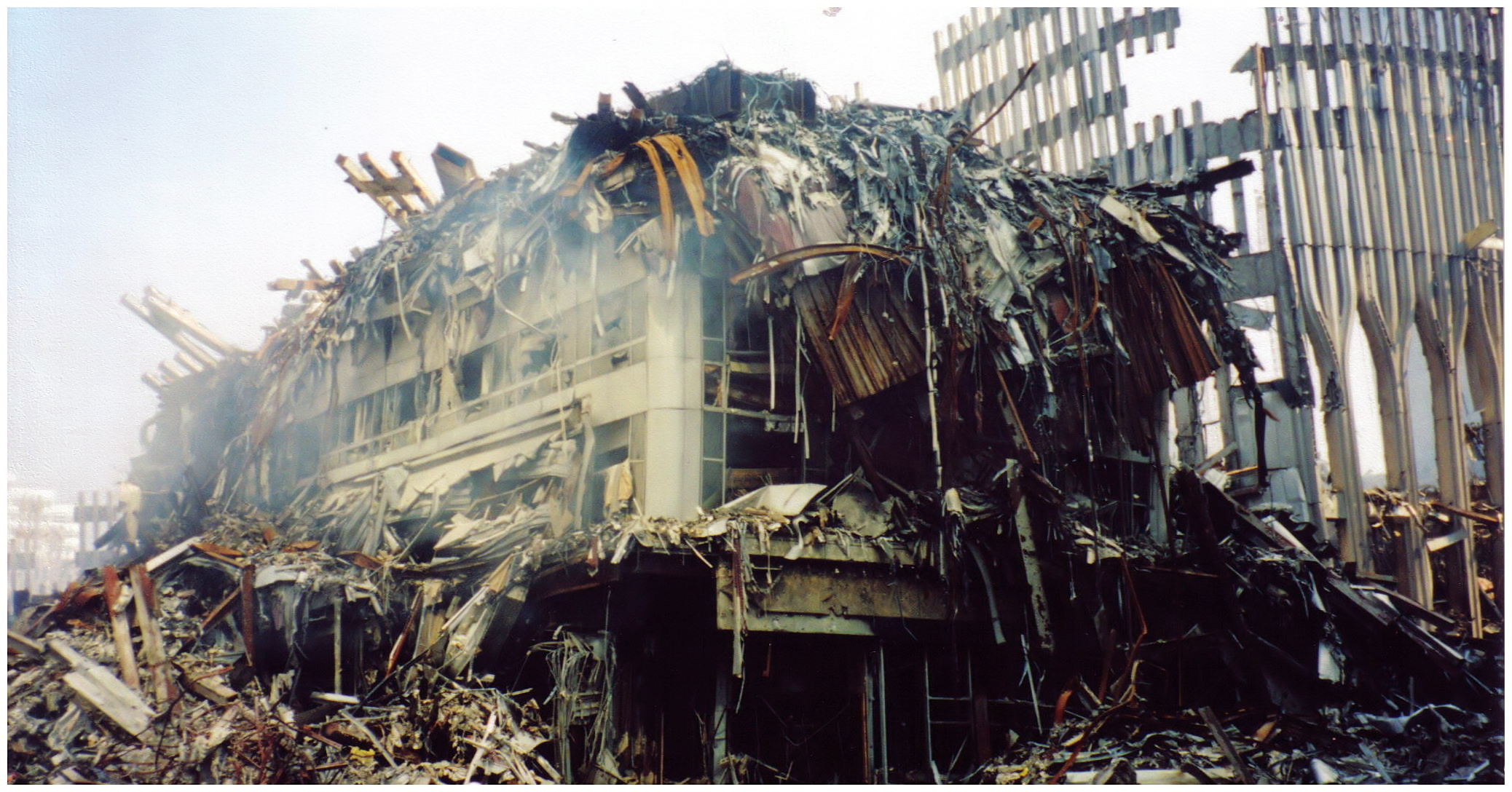
El World Trade Center 3 después del derrumbe de las Torres Gemelas.

El Hotel Marriott World Trade Center fue un edificio de acero entramado de 22 pisos. El hotel contaba con 825 habitaciones. Inaugurado como el "Vista Hotel" en 1981, el hotel estaba ubicado en el complejo World Trade Center y fue el primer hotel en abrir en Lower Manhattan desde 1836. El edificio fue diseñado por Skidmore, Owings and Merrill y originalmente pertenecía a la Autoridad Portuaria de Nueva York y Nueva Jersey. Fue vendido en 1995 a "Host Marriott Corporation" después de que los gobernadores en ese entonces, George Pataki de Nueva York y Christine Todd Whitman de Nueva Jersey presionasen a los oficiales de la Autoridad Portuaria a vender sus propiedades menos rentables.
El hotel estaba conectado con la torre sur y la torre norte (World Trade Center 1 y 2). Muchos usaban el hotel para llegar al interior de las Torres Gemelas. Algunos de sus locales eran el Greenhouse Café, Tall Ships Bar & Grill, una tienda de regalos llamada "Times Square Gifts", el restaurante "The Russian House", un mostrador de venta de pasajes de autobuses de la línea Grayline New York Tours y un salón de belleza llamado "Olga's". El hotel poseía 26 000 pies cuadrados (2 400 m²) de espacio para eventos y era considerado un hotel de 4 diamantes por la AAA.

### Atentado al World Trade Center en 1993
El 26 de febrero de 1993 el hotel fue seriamente dañado por el atentado ocurrido en el complejo del World Trade Center. Terroristas tomaron un camión de la agencia de alquiler Ryder, llenándolo con 1 500 libras (682 kg) de explosivos y lo estacionaron en las cocheras del World Trade Center 1. A las 12:18 PM (hora local de Nueva York) una explosión dañó y destruyó los subniveles del World Trade Center. 6 personas murieron y cientos resultaron heridas. Después de extensas reparaciones (la reparación de todo el complejo del WTC costó unos USD 300 millones), el hotel volvió a abrir sus puertas en noviembre de 1994.

### Atentados del 11 de septiembre de 2001
El 11 de septiembre de 2001, el hotel estaba en su máxima capacidad, con más de 1 000 huéspedes. Además la Asociación Nacional de Negocios Económicos (NABE por sus siglas en inglés) estaba llevando a cabo su convención anual en el hotel. Cuando el primer avión chocó contra la torre norte (WTC 1) el tren de aterrizaje del vuelo 11 de American Airlines cayó sobre el techo del Hotel Marriott (en el último piso del hotel se encontraba un gimnasio, incluyendo una piscina cubierta). Los bomberos usaron el lobby central del Hotel Marriott como punto de partida hacia otros puntos de rescate y también para dejar a los huéspedes rescatados del hotel. Muchos bomberos reportaron cuerpos humanos en la azotea del hotel, esto se debe a que muchas personas saltaron desde las oficinas de las torres del World Trade Center. El colapso de la torre sur (WTC 2) partió el hotel a la mitad (semejante daño puede ser visto brevemente en el documental 9/11) y el colapso de la segunda torre (WTC 1) terminó por destruir el hotel. Solo quedó en pie una pequeña estructura, esto se debe al reforzamiento de la estructura después del atentado de 1993.
Como resultado del colapso de las Torres Gemelas, el hotel quedó totalmente destruido, dos empleados del mismo murieron y dos docenas de huéspedes nunca fueron encontrados. Muchos bomberos que usaron el hotel como punto de partida hacia otros sectores del complejo, también murieron a causa del derrumbe.